# Rangiku Matsumoto
Rangiku Matsumoto (松本 乱菊 Matsumoto Rangiku?) es un personaje del manga y anime Bleach, creado por Tite Kubo. Ella pertenece a la raza shinigami, tiene el cargo de Teniente de la 10.ª división. Su Capitán es Hitsugaya Tōshirō. Por separado, Rangiku significa "disturbios y guerras" y "crisantemo", mientras que Matsumoto significa "pino" y "presente" (en términos de tiempo)

## Perfil
Rangiku es una atractiva mujer con largo cabello ondulado y rubio (corto en su juventud y rubio cobrizo en la versión anime). Sus ojos son color azul hielo. Pero sus características físicas más distintivas son sus grandes pechos, que son incluso mayores que los de Orihime Inoue. Ella también comparte el extraño gusto de Orihime sobre el sabor en los alimentos. Rangiku viste en el atuendo típico de los shinigami, aunque deja sus ropas lo suficientemente sueltas para mostrar un amplio escote y lucir su busto. Ella siempre lleva un collar y un pañuelo o bufanda color rosa sobre sus hombros y brazos.
Rangiku tiende a ser una holgazana que no le gusta el papeleo y le gusta (le encanta mejor dicho) beber sake. No es para nada modesta con su apariencia, siempre está comparando o quejándose sobre sus grandes pechos en conversaciones informales. Consciente de su hermosura, incluso intenta sobornar a Kurosaki Ichigo para que la dejase quedarse en su casa utilizando su busto, aunque sin éxito. Su espíritu despreocupado, su libre y animada personalidad está en agudo contraste con la personalidad de su superior, Hitsugaya, pero los dos parecen llevarse muy bien, con cierta dependencia entre sí. Rangiku esta casi constantemente a su lado y ha demostrado su lealtad a él en varias ocasiones. Si bien parece un poco egocéntrica, al parecer es muy sensible a los sentimientos de los demás, esto se hace evidente cuando ella nota la preocupación de Hitsugaya sobre Momo Hinamori, la culpabilidad de Iduru Kira que comparte con ella cuando Gin Ichimaru se revela como un traidor, y cuando se acerca a Orihime cuando estaba deprimida acerca de su papel en la vida de Ichigo Kurosaki. A pesar de su imagen despreocupada, Matsumoto puede ser muy seria cuando es necesario. A veces muestra ser algo maternal, especialmente con Orihime y Momo Hinamori.

## Historia

### Pasado
No se menciona mucho en el pasado acerca de Rangiku. Se supone que ella vino desde Rukongai y fue rescatada por Ichimaru Gin de morir de hambre al ser abandonada en una zona desértica del Rukongai; pasado esto, se cree que este suceso creó una especie de lazo emocional o amistad íntima entre estos dos. En un breve capítulo del manga Ichimaru le pregunta a Rangiku sobre su infancia y sobre la fecha de su cumpleaños, a lo que ella respondió que ella no sabía porque había estado sola en la medida de lo que podía recordar. Esto probablemente significa que ambos, Rangiku Matsumoto e Ichimaru Gin podrían haber quedado huérfanos desde su nacimiento. Cuando él oyó acerca de esto, Ichimaru le dijo que si ese era el caso, entonces su cumpleaños debe fijarse en el día en que se reunió con él(el día en que ya no se encontró sola).
No se sabe cómo se convirtió en un shinigami o cómo se convirtió en teniente de la 10 ª División, sin embargo cuando Hitsugaya era un simple niño en el Rukongai, esta ya era una shinigami. Ambos se encuentran en una tienda en la que el dependiente trata con desprecio al niño, Matsumoto lo defiende a pesar de que Hisugaya no se lo pide y se va corriendo. Posteriormente en la casa de Hitsugaya y su abuela, los sueños de Hitsugaya desatan su gélido poder espiritual y Matsumoto se acerca a él para recomendarle convertirse en shinigami, controlar su poder y saber de dónde proviene la voz de su interior.

### Sociedad de Almas
Años más tarde, ya como Teniente de Hitsugaya, Matsumoto aparece en la reunión de Subcapitanes que se tiene a propósito de la intrusión ryoka en la Sociedad de Almas por parte de Ichigo Kurosaki, Uryû Ishida, Yasutora Sado, Inoue Orihime, Ganju Shiba y Shihouin Yoruichi con propósito de rescatar a la condenada Rukia Kuchiki, donde demuestra tener buena relación con sus compañeros como Renji Abarai o Momo Hinamori.
Posteriormente Hinamori descubre el cuerpo del Capitán de la Quinta División Aizen empalado en un edificio con una Zanpakutō y grita desconsolada, al lugar acuden varios shinigamis de rango. Cuando Hinamori ve a Gin Ichimaru sonreír lo ataca pero su Subcapitán Iduru Kira se interpone, ambos comienzan un enfrentamiento liberando sus Zanpakutōs pero Hisugaya los detiene e indica a Matsumoto y al Subcapitán Hisagi que los detengan y encierren. Hitsugaya refuerza con kidoh la celda de Hinamori para que nadie pueda hacerle daño y Matsumoto le lleva una carta encontrada en la vivienda de Aizen destinada para ella, Hinamori le da las gracias con lágrimas en los ojos.
El Capitán y su Teniente vuelven a la Capitanía, Matsumoto se duerme mientras Hitsugaya se ocupa del papeleo de la Quinta División (sin Capitán por la muerte de Aizen), la joven shinigami le plantea sus dudas al Capitán tras ver como se enfrentaban sus antiguos compañeros y ver implicado a Ichimaru pero son interrumpidos por el Séptimo Hombre de la División, Kōkichiro Takezoe que les informa de que los Subcapitanes Abarai, Hinamori y Kira han desaparecido de sus celdas. Ambos van a la celda en la que observan que la shinigami ha escapado por propia iniciativa ya que no sellaron su energía espiritual.
Hitsugaya envía a Matsumoto delante mientras él va al encuentro de Ichimaru y Kira para salvar a Hinamori sin embargo Hitsugaya llega primero y tras dejar inconsciente a una confusa e histérica Hinamori que culpaba de la muerte de Aizen a Hitsugaya, se enfrenta a ichimaru liberando su Zanpakutō, el Capitán logra congelarle el brazo pero la espada del Capitán, Shinsō se alarga para acabar con Hinamori, Matsumoto aparece entonces bloqueando el shikai del Capitán con su propia espada y le recomienda rendirse, Ichimaru sonríe y se va con el shunpo. Ambos llevan a Hinamori a la enfermería y el Capitán le da las gracias a Rangiku porque de no haber sido por su intervención Hinamori habría muerto, Matsumoto tiene los brazos vendados y su espada agrietada por el tremendo impacto recibido al proteger a Hinamori.
En ese momento una mariposa infernal aparece comunicando que la ejecución de Rukia se ha adelantado y será en 29 horas, Hitsugaya toma entonces la decisión de detener la ejecución y se encamina junto a Matsumoto a la Cámara Central, donde se horroriza al ver a todos sus integrantes asesinados, cuando se pregunta lo que ha pasado Kira aparece para huir. Hitsugaya y Matsumoto lo persiguen pero cuando Kira advierte que Hinamori ha estado siguiéndolos el Capitán deja a Matsumoto la lucha con el Subcapitán y vuelve a la Cámara tan rápido como le es posible.
Matsumoto se ve obligada a enfrentarse a Kira una vez Hitsugaya regresa a la Cámara de los 46, la shinigami se resiste a pelear y no puede creer que su antiguo compañero se comporte así pero este libera su shikai (Wabisuke) y la ataca, ambos entrechocan sus espadas igualados aunque Kira revela la habilidad de su espada, y es doblar el peso del objeto que ataca con cada golpe, Matsumoto apenas puede sostener su Zanpakutō pero en ese momento libera su shikai (Haineko) que deshace su espada y derrota al Subcapitán. La conspiración de Aizen es revelada en la Cámara de los 46, el antiguo Capitán ensarta a Hinamori, derrota a Hitsugaya y se encamina al Soukyoku, donde derrota a Sajin Komamura, a Ichigo Kurosaki y a Renji Abarai antes de extraer el Hougyoku de Rukia en compañía de Tousen Kaname y Gin Ichimaru.
Isane Kotetsu, Sub capitana del 4° Escuadrón, envía una petición a todo shinigami disponible y a los Ryoka los hec de ir hacia el Soukyoku y detener a Aizen, Matsumoto llega junto a otros muchos y apresa a Gin por la espalda. Sin embargo Aizen y los demás son rescatados por la negación de los menos grande y logran huir a Hueco Mundo, la actuación de Gin turba a Matsumoto que decie emborracharse junto a Iduru Kira y Shūhei Hisagi  para olvidar los actos anteriores.

### Los Arrancar
Tras esto Matsumoto forma parte del grupo de avanzadilla de Hitsugaya en Karakura para ayudar a Ichigo Kurosaki en su batalla con los Arrancar, todos se inscriben en el instituto como compañeros de Ichigo. Matsumoto llama enseguida la atención de Keigo Asano por su aspecto despampanante pero es rechazado fulminantemente por la joven. Los shinigamis buscan alojamiento y tanto Hitsugaya como Matsumoto acaban en casa de Inoue Orihime que los acoge con hospitalidad. Matsumoto e Inoue traban una gran relación de amistad y es la shinigami la encargada de apoyar a Inoue cuando se siente deprimida al ver como es incapaz de ayudar a Ichigo.
Una noche el Sexto Espada Grimmjoww Jaggerjack encabeza un ataque sin autorización a Karakura junto a sus seguidores, que se diseminan por Karakura para exterminar a todo aquel con un alto poder espiritual, Hitsugaya es sorprendido por el Arrancar Shawlong Kuufang y Matsumoto por Nakim. Los combates comienzan mal para los shinigamis, Matsumoto es herida y tumbada en el suelo por el orondo arrancar mientras Hitsugaya es derrotado humillantemente por la forma liberada de Shawlong (Tijereta) sin embargo la aprobación de la liberación del límite llega y Matsumoto logra derrotar a Nakim usando su shunpo y liberando el shikai de su Zanpakutō. Los demás shinigamis salen airosos de los enfrentamientos excepto Ichigo.
El grupo de Hitsugaya se dedica entonces a entrenar y a desarrollar sus poderes ya que la guerra será en invierno, Matsumoto tiene problemas con su Zanpakutō por ser demasiado arrogante mientras entrena en el bosque de Karakura junto a sus compañeros, es entonces cuando irrumpen los Arrancar de nuevo. Un grupo formado por Luppi (Sexto Espada), Yammy (Décimo Espada), Wonderwice Marjera (Número) y Grimmjoww Jaggerjack (Antiguo Número 6). Hitsugaya entabla combate con Yammy mientras Yumichika se enfrenta a Luppi y Matsumoto duda sobre atacar a un distraído Wonderwice. Sin embargo pronto Luppi acapara toda la atención al liberar su Zanpakutō (Trepadora) y enfrenatrse a todos a la vez con sus ocho tentáculos tras derrotar a Hitsugaya, Matsumoto, Ikkaku y Yumichika caen fácilmente, cuando Luppi atrapa a Matsumoto y decide rematarla Kisuke Urahara llega al rescate y la libera pero Yammy y Wonderwice lo fuerzan a combatir y Luppi vuelve a atraparla y a burlarse de ella, Matsumoto lo tilde de patético por pavonearse tanto y el Espada se enfurece, cuando va a rematarla es detenido por Hitsugaya, que l oderrota totalmente con su prisión de Hielo Milenaria.

### Hueco Mundo
Finalmente Ulquiorra Cifer secuestra a Inoue en el Dangai y da por finalizada la misión, la Negación de los menos grande rescata a todos los Arrancar y estos vuelven a Hueco Mundo. Matsumoto y los demás son curados por Urahara y sus compañeros. El día después el Comandante Yamamoto decreta a Inoue Orihime traidora al irse voluntariamente con los Arrancar y deniega la ayuda a Ichigo Kurosaki para rescatarla, además envía a Byakuya Kuchiki y a Zaraki Kenpachi como fuerza de persuasión para retirar al grupo de Hitsugaya, que regresa a la Sociedad de Almas.
Posteriormente cuando Sōsuke Aizen encierra a los cuatro Capitanes y a sus aliados en Hueco Mundo cerrando sus Gargantas y se dirige a destruir Karakura, se revela que el Comandante Shigekuni Yamamoto-Genryūsai dio la orden a Kisuke Urahara y a los miembros de la División Doce de trasladar el pueblo de Karakura a un área alejada del Rukongai y poner a todos sus habitantes a dormir usando la Tenkaikezzu para así esperar al shinigami con todos los Capitanes restantes, entre los cuales está Hitsugaya. Aizen se da cuenta de esto y convoca a sus tres Espada más poderosos Stark, Halibel y Barragán junto a sus fracciones para librar la batalla por la Ōken.

### La batalla por Karakura
Los Capitanes planean concentrarse en Sōsuke Aizen una vez hayan acabado con los Espada, para ello Shigekuni Yamamoto-Genryūsai libera su shikai y utiliza su técnica Jōkakū Enjō para aislar a Aizen, Gin Ichimaru y Kaname Tōsen. A pesar de esto Aizen confía en la victoria de sus Arrancar.
Tras el fracaso de parte de la Fracción de Barragan Luisenbarn para intentar eliminar a los que custodian los pilares, la verdadera batalla comienza. Tōshirō Hitsugaya y Matsumoto son rodeados por la Fracción de Halibel, Sun Sun, Apache y Mila Rose. La Subcapitana decide enfrentarse a las tres al mismo tiempo mientras su Capitán ataca a la Espada. A pesar de usar su shikai (Haineko) rápidamente, Matsumoto está en clara desventaja y debe ser ayudada por Momo Hinamori. A pesar de la preocupación de Matsumoto, Hinamori insiste en que Aizen es su enemigo y urde una estratagema con kidō y su shikai (Tobiume) para alcanzar a las tres arrancar al mismo tiempo en una gran explosión.Sin embargo el accionar de Himanori es inútil porque la Fracción de Halibel sale intacta de la explosión al activar sus formas liberadas y segundos después , las 3 se arrancarían los brazos izquierdos para crear a un ente conocido por ellas como Quimera Parca.En ese momento la gigantesca bestia llamada por la fracción de Halibel,Allon se lanza en una poderosa embestida encotra de Rangiku atravesándole medio estómago de manera brutal para sorpresa de Hinamori que intenta salvarla pero en ese instante la bestia contraataca hiriendo a Hinamori de gravedad y cuando todo parecía perdido, Kira Izuru y Hisagi Shuhei llegan a su auxilio. Kira cura sus heridas junto con Hinamori y, durante el transcurso de las peleas, las de Hisagi e Iba. Con el pasar de los hechos, Kira termina herido pero logra cerrar la herida de Rangiku, lo malo es que solo la llegó a curar exteriormente. Rangiku siente a Gin y decide ir tras él, aún agotada por la herida, mientras un moribundo Kira le grita pidiéndole que regrese pues ella no se ha recuerado. Matsumoto sigue tras Gin y llega a salvar a los amigos de Ichigo de una muerte segura pidiéndole a Gin una explicación. Gin le pide a Aizen un momento para hablar con su amiga, a lo que este accede y él se la lleva a otro sitio. Gin la baja en lo alto de un edificio y Rangiku le exige la verdad, queriendo saber porque se unió a Aizen, porque traicionó a Kira cuando confiaba en él; Gin le responde de manera confusa, se acerca a ella , le dice que está en su camino y se ve que le apunta con su espada. Rangiku parecía estar muerta, incluso Aizen lo siente así, pero Gin nunca la lastimó solo aparentó su muerte. Rangiku sale tras Gin y obseva que este ya fue cruelmente atacado por Aizen. Desesperada, llora desconsoladamente mientras todo parece estar acabado. En ese instante llega Ichigo.

## Poderes
Matsumoto como todo shinigami tiene el poder de purificar a los Hollow si les hiere con un corte profundo en la máscara y de transportar los pluses a la Sociedad de Almas.
Como Vice-capitana posee una considerable fuerza espiritual.
Ha demostrado tener un shunpo (paso instantáneo) lo suficiente desarrollado como para superar completamente el movimiento homólogo de un Arrancar Gillian como Nakim
Tiene unas aptitudes físicas considerables teniendo en cuenta su delicado aspecto.
Ha usado técnicas "hadoh" y "bakudoh" demostrando conocimientos de "kidoh" en la saga de los bounts.
En combate suele utilizar su Zanpakutō en forma sellada combinado con su rápido shunpo para sorprender y acabar con el enemigo, si este demuestra suficiente poder como para igualarla o superarla, o bien quiere acabar el combate, pasa a liberar su Zanpakutō.

## Zanpakutō
Matsumoto usa su Zanpakutō en forma sellada generalmente (que es una katana normal, en su empuñadura tiene la forma de una cabeza de gato), suele ser reticente a liberar su shikai por razones desconocidas.

### Shikai: Haineko
La Zanpakutō de Rangiku es Haineko (灰猫?  Gato de ceniza). El comando de liberación es gruñe (唸れ unare?).
Al liberarla, la espada se esparce en cenizas que cortan todo a su paso, muy parecida a la habilidad de la Senbonzakura de Kuchiki Byakuya.Cada vez que Rangiku mueve la empuñadura de la espada como si fuera a realizar un corte, las cenizas al momento de entrar en contacto con alguien, le ocasionan una cortadura muy profunda semejante al garrazo de un tigre lo cual le da una peligrosidad considerable ya que varios Shinigami y Arrancar por igual han ido siendo víctimas de este ataque como han sido Iduru Kira o Nakim, a este último le ocasionó un corte considerable que acabó con su vida.Recientemente Apache (una integrante de la Fracción de Halibel) fue víctima de este ataque.
Al intentar entrar en sincronía con Haineko, puede tener problemas ya que es perezosa y arrogante, al igual que Rangiku.
En el anime se mostró una posible forma materizalizada de Haineko que es una mujer hermosa de piel morena, tiene grandes pechos como su dueña pero con un compartamiento más inmaduro que el de esta, al parecer se siente atraída por Hyōrinmaru, también se ve que pelea constantemente con Tubiume la Zanpakuto de Hinamori.

## Curiosidades
- Matsumoto es la compañera de tragos de Shunsui Kyōraku, al que le gusta el sake tanto o más que a ella.

- Aunque su shikai no se ha visto en acción totalmente, en algún videojuego ha tomado la forma de un gran felino de ceniza.

- En uno de los omakes se trató de definir el tipo de 'intercomunicador' que usarían (más parecido a un celular), ella propuso uno de color púrpura con adornos de diamantes, y fue rechazado por ser muy lujoso.

- A ella le encanta molestar a Hitsugaya con cosas como el tamaño de sus pechos o lo aburrido del papeleo, porque afirma que es la única forma de que él reaccione como un niño.

- Al usar las 'Soul Candy' que le proporcionó Yachiru, ella actúa como una mujer loca por los hombres, se les abalanza y los besa locamente, es capaz de insinuárseles (como se vio en uno de los capítulos del anime), cosa que va en contradicción con el estilo de Rangiku.

- A Rangiku le gusta la comida de Orihime, lo cual es muy extraño porque a todo el mundo le da asco su extraña forma de cocinar.

- La forma materializada de Haineko es una referencia a Shizuka Nekonome de Rosario + Vampire.

- Haineko comparte similitudes con Miyabi de Macademi Wasshoi! y Himari de Omamori Himari ambas son catgirls con espadas

- Rangiku es una adicta al alcohol como Atsuko Urameshi de Yu Yu Hakusho, Elle Ragu de Shadow Skill, Naga de Slayers, Tsunade de Naruto, Ryoko de Tenchi Muyo, Zarzamora de Saber Marionette J y Saori Shijiko de Mahoromatic

- En Los Simpson, Marge se retrata en Rangiku como viene de los simpsons del mundo del anime en el capítulo La casita del horror XXV.

- Datos: Q4896907
- Multimedia: Rangiku Matsumoto / Q4896907